# Угљен-моноксид
Угљен-моноксид, угљеник (II) оксид, (хем. ознака CO) је гас састављен од атома угљеника и атома кисеоника, без боје, мириса и укуса, лакши од ваздуха. Угљен-моноксид је неорганско једињења угљеника, и спада у групу неутралних оксида (не реагују са водом, киселинама и базама). Јаке је цитотоксичности за жива бића, јер спада у групу хемијских загушљиваца и највећих загађивача ваздуха. Настаје у току непотпуне оксидације органских материја. Издувни гасови мотора са унутрашњим сагоревањем један су од највећих загађивача атмосфере овим гасом (са 1-14 вол%) затим, следе издувни гасови који настају у току производње гвожђа као и гасови при сагоревању угља у термоелектранама, и у процесу производње у рафинеријама нафте и хемијској индустрији.
У развијенијим земљама света (САД, Јапан, западна Европа) и до 60% угљен-моноксида потиче из мотора са унутрашњим сагоревањем.
Угљен-моноксид, унет у организам (са удахнутим ваздухом у плућима) изазива у организму општу хипоксију (недостатак кисеоника) јер има јак афинитет за хемоглобин у црвеним крвним зрнцима. Он у њима, стварањем карбонил једињења, формира иреверзибилну везу, која ограничава транспорт и коришћење кисеоника у ткивима.
Његов токсични ефекат настаје веома брзо чак и при изузетно малим концентрацијама. Смртна доза за људе износи 1.000-2.000 ппм (0,1-0,2%) при удисању гаса од 30 мин. Код високих концентрација угљен-моноксида у удахнутом ваздуху смрт може настати у времену од 1-2 минута.
Максимална дозвољена доза угљен-моноксида (МДК); у индустрији износи 50 ppm (0,005%) за експозицију до 8 часова.
Око 50% тровања у свету отпада на тровање угљен-моноксидом. Сваке године у свету умре на стотине људи од последица тровања овим гасом.

## Историја
Смртоносни учинак угљен-моноксида био је познат још из Античке грчке и Римског царства и та његова особина коришћена је за егзекуције.
Угљен-моноксид је први открио француски хемичар Жак де Ласон 1776. загревањем оксида цинка угљем, али је он био у заблуди да се ради о водонику, јер је горео плавим пламеном. Да се овај гас, састоји од атома угљеника и кисеоника, открива 1800. енглески хемичар Вилијам Крукшенк.
Клод Бернар (Claude Bernard) 1857. током својих истраживања констатује да се токсични ефекат угљен-моноксида заснива на повратној вези коју он ствара са хемоглобином, претварајући га у карбоксихемоглобин, који има мању способност преноса кисеоника.
| „ | Бернар је показао интересовање за проучавање тровања, можда и зато што је видео да је велики број болесника лечених на његовом одељењу умрло због удисања угљен-моноксида. Тада је, рефлукс гасова из камина у слабо проветреним просторијама, био сасвим уобичајена појава. Бернар је у бројним експериментима доказао да угљен-моноксид спречава засићење црвених крвних зрнаца кисеоником па самим тим настаје и смањен прилив кисеоника у ткива и ћелије. Бернар је доказао да је угљен-моноксид значајан у физиологији размене гасова и развио је методе за мерење количине кисеоника у крви, како би омогућио да се боље разуме нормална размена гасова у крви и телу ... Током наредних двадесетак година, он се враћа неколико пута на тему угљен-моноксид. | ” |

Током истраживања спроведених 1926. је постало јасно, да је хипоксија изазвана не само поремећајем преноса кисеоника, већ и због нарушене концентрације гасова у ткивима и ћелијама. Верберг (Warberg) уз помоћ културе квасца доказује да је апсорпција (лат. absorptio) кисеоника у ћелијама инхибирана током излагања великим количинама угљен-моноксида.
Угљен-моноксид изван атмосфере Земље први пут је открио белгијски научник М. Мижеот (M. Migeotte) 1949. у ИЦ спектру Сунца.

## Налажење у природи
У природи је овај гас веома редак. У ваздуху се налази у траговима, нешто више у вулканским гасовима, али га има и у угљу и метеоритима. Много више се ствара због утицаја човека, најчешће као производ загађивања. Тако је присутан у дуванском диму, као и у гасовима које избацују фабрички димњаци, пећи и мотори са унутрашњим сагоревањем. Битан је и састојак гаса за осветљење, као и генераторског и воденог гаса.

## Добијање
У индустрији се добија у великим количинама као састојак поменутог генераторског и воденог гаса.
У лабораторији се најчешће добија дејством концентроване сумпорне киселине на мрављу киселину, при чему се издваја и вода. Осим мравље, може се употребити и оксална киселина или фероцијанид. Најчешће се користи калијум-фероцијанид, али уз загревање. Одговарајућа једначина би била:
{\displaystyle \mathrm {K_{4}Fe(CN)_{6}+8H_{2}SO_{4}+6H_{2}O\longrightarrow \;3(NH_{4})_{2}SO_{4}+4KHSO_{4}+FeSO_{4}+6CO} }
Међутим, вероватније је да ова реакција тече постепено и да су међупроизводи цијановодонична и мравља киселина и амонијак.
Угљен-моноксид се може добити и из угља при високој температури:
{\displaystyle \mathrm {CO_{2}+C\longrightarrow \;2CO} }
Ипак, овај начин није лако изводљив у лабораторији.

## Формула
Формула угљен-моноксида се може доказати у еудиометру, где се две запремине угљен-моноксида једине са једном запремином кисеоника градећи две запремине угљен-диоксида. Према Авогадровој хипотези, односи су исти и што се молекула тиче, па се формула угљен-моноксида тако може извести из већ познате формуле угљен-диоксида. Њу потврђује и густина паре угљен-моноксида која износи 14. За разлику од већине других својих једињења, угљеник је у овом случају двовалентан, са две успаване валенце. Ово је опет у сагласности са својством угљен-моноксида да може да гради адициона једињења и при томе се понаша као донатор, а не као акцептор. Адициона једињења гради са хлором и многим металима попут никла.

## Физичко-хемијска својства
Угљен-моноксид је гас без боје, укуса и мириса. У води се раствара на једну запремину воде око 0,035 запремине гаса на 0 °C. На –192 °C се под нормалним притиском кондензује у бистру и безбојну течност, а у чврсто стање прелази на -207 °C. Не потпомаже горење, али сам гори плавим, треперавим пламеном, при чему се гради угљен-диоксид:
{\displaystyle \mathrm {2CO+O_{2}\longrightarrow \;2CO_{2}} }
Угљен-моноксид је постојано једињење чак и са повишењем температуре. То је неутрални оксид, мада може да реагује са натријум-хидроксидом, али када се повећају температура и притисак. Тада настаје натријум формијат:
{\displaystyle \mathrm {CO+NaOH\longrightarrow \;HCO_{2}Na} }
Као што је већ речено, лако гради адициона једињења. Осим са кисеоником, једини се и са хлором:
{\displaystyle \mathrm {CO+Cl_{2}\longrightarrow \;COCl_{2}} }
Такође реагује и са сумпорном паром дајући угљен-оксисулфид, са купро-хлоридом, као и са извесним металима, посебно из осме групе ПСЕ градећи карбониле. Оксиде метала редукује до самих метала.

## Координациона хемија
Већина метала формира координационе комплексе који садрже ковалентно везани угљен-моноксид. Само метали у нижим оксидационим стањима се координирају са угљен-моноксидним лигандом. Разлог за то је да мора постојати довољна електронска густина да би се омогућила повратна донација из металне -орбитале, у π* молекулску орбиталу из угљен-моноксида. Слободни електронски пар на угљениковом атому угљен-моноксида, такође донира електронску густину у  орбиталу на металу да би се формирала сигма веза. Никл карбонил, 4 се формира директном комбинацијом угљен-моноксида и никла на собној температури. Из тог разлога, да би се избегла корозија, никл у саставу цеви или делова инструмената не треба да буде у дуготрајном контакту са угљен-моноксидом. Никл карбонил се лако разлаже назад у Ni и CO након контакта са врућим површинама. Тај метод је некад коришћен за индустријско пречишћавање никла у Мондовом процесу.
У никл карбонилу и другим карбонилима, електронски пар на угљенику остварује интеракцију са металом; угљен-моноксид донира електронски пар металу. У тим ситуацијама, угљен-моноксид се зове карбонил лиганд. Један од најважнијих метал карбонила је гвожђе пентакарбонил, :
Многи метал-CO комплекси се припремају декарбонилацијом органских растварача, а не из угљен-моноксида. На пример, иридијум трихлорид и трифенилфосфин реагују на тачки кључања 2-метоксиетанола, или , и формирају .

## Доказивање и одређивање
Иако доказивање угљен-моноксида није лако изводљиво, постоји више начина да се изведе.
1. Парче беле хартије натопљене паладо-хлоридом боји ружичасто, зелено или црно, јер се дешава редукција соли у метал.
2. Вогеловом крвном пробом се може уочити разлика између крви која садржи угљен-моноксид од нормалне крви. Наиме, нормална крв разблажена у много воде даје жутоцрвени раствор, док она која садржи угљен-моноксид даје ружичасти раствор. И у спектру, ове две крви показују разлику, посебно ако се дода амон-сулфид. Нормална крв тада даје једну, а хемоглобин са угљен-моноксидом две апсорпционе траке.
3. У обичној гасној анализи може да се одреди сразмера угљен-моноксида у смеси, али након одстрањивања киселих гасова. Угљен-моноксид се тада апсорбује у амонијачном раствору купро-хлорида.
4. Јод-пентоксид редукује на температури од 90 °C на елементарни јод, који се касније доказује:

{\displaystyle \mathrm {5CO+I_{2}O_{5}\longrightarrow \;I_{2}+5CO_{2}} }

## Епидемиологија
Прави број људи отрован угљен-моноксидом је непознат. Многи случајеви смрти нису откривени или су остали незабележени због недоступности података.
Да је тровања угљен-моноксидом најчешћи узрок повређивања и смрти широм света, илуструју следећи подаци;
У САД више од 40.000 људи годишње затражи лекарску помоћ због тровања угљен-моноксидом, а око 200 људи умре сваке године од тровања угљен-моноксидом, као последица употребе разних уређаја са отвореним пламеном, у домаћинствима, за спремање хране и грејање.
Сваке године, више од 500 људи у САД умре од ненамерног тровања угљен-моноксидом, а више од 2.000 изврши самоубиство његовом применом.
Анализа спроведена у САД од 1979. до 1988, износи податак да је у том периоду било 56.133 случајева смрти изазване тровањем угљен-моноксидом. Од тог броја, наводи се у анализи;
- 25.889, је намерних (самоубиством изазваних тровања)
- 30.244, је ненамерних (задесом изазваних тровања)[20]

Друга анализа спроведена у САД од 1968. до 1998, износи податак да је у том периоду било просечно 1.091 ненамерних (задесом) и 2.385 намерних (самоубиством) изазваних случајева смрти годишње, као последица тровања угљен-моноксидом у САД.
На Новом Зеланду, 206 људи умрло је од тровања угљен-моноксид у 2001. и 2002. У укупном броју смртних случајева, на тровање угљен-моноксидом у овој земљи отпада 43,9%.
У Јужној Кореји, 1.950 људи отровало се угљен-моноксидом. Од тог броја 254 тровања је било у периоду 2001. до 2003.

## Патофизиологија
Угљен-моноксид се у молекулу хемоглобина везује на исто место на које и кисеоник. Међутим он има 230 пута већи афинитет везивања за хемоглобин од кисеоника. Зато и мале концентрације CO у атмосферском ваздуху, односно мали парцијални притисак угљен-моноксида у алвеоларном ваздуху, од свега 0,05 kPa, може изазвати токсични ниво карбоксихемоглобина у крви. Како угљен-моноксид има селективну способност везивања за хемоглобин он помера криву дисоцијације оксихемоглобина налево, смањујући ослобађање кисеоника на нивоу ткива.
Афинитет угљен-моноксида за миоглобин је чак и већи него за хемоглобин.
Везујући се за срчани миоглобин он може изазвати хипотензију, аритмију, инфаркт и инсуфицијенцију срца. Срчана декомпензација као резултат хипоксије је коначни узрок смрти.
Ћелијски унос кисеоника се блокира везивањем угљен-моноксида за митохондријску цитохром оксидазу. Хипоксија изазива таложење тромбоцита на ендотелним ћелијама и ослобађање азотне киселине, која формира пероксинитрате слободних радикала. У даљем току угљен-моноксид изазива дисфункцију митохондрија, капиларну ексудацију, секвестрације леукоцита и апоптозу. Патолошке промене јављају се углавном у току фазе опоравка (реперфузија) када се јавља липидна пероксидација (деградација незасићених масних киселина). Коначни резултат је повратна демијелинизација у мозгу. Ове промене су јасно видљиве на магнетној резонантној томографији. Угљен-моноксид изазива већа оштећења у деловима мозга где је слаба прокрвљеност. Базалне ганглије, са својом високом потрошњом кисеоника, су најчешће погођене. Друге погођене области мозга су хипокампус и мали мозак.
| Концентрација угљен-моноксида | 2 минута                            | 5 минута             | 15 минута                             | 40 минута                    | 120 минута  |
| 0,02%                         | -                                   | -                    | -                                     | -                            | Главобоља   |
| 0,04%                         | -                                   | -                    | -                                     | Главобоља                    | Вртоглавица |
| 0,08%                         | -                                   | -                    | Главобоља                             | Вртоглавица, мучнина, грчеви | Смрт        |
| 0,16%                         | -                                   | Главобоља            | Вртоглавица, убрзан рад срца, мучнина | Смрт                         | -           |
| 0,32%                         | Главобоља                           | Вртоглавица, мучнина | Смрт                                  | -                            | -           |
| 0,64%                         | Вртоглавица, конвулзије             | Смрт                 | -                                     | -                            | -           |
| 1,28%                         | Губитак свести (смрт за 60-120 сек) | -                    | -                                     | -                            | -           |

## Клиничка слика тровања угљен-моноксидом
Клиничка слика тровања је најчешће атипична, а анамнеза погрешна (што утиче понекад на правовремено указивање прве помоћи). Висок степен сумње у могуће тровање угљен-моноксидом је од суштинског значаја за дијагнозу. Проналажење извора изложености угљен-моноксиду је неопходно, али понекад је тешко и захтева употребу специјализованих ресурса (људских и материјалних). Симптоми тровања угљен-моноксидом зависе од његове концентрације у удахнутом ваздуху и испољавају се следећим знацима и симптомима;:
1. Концентрацију у крви од 10-20% карактеришу;
- мучнина,
- главобоља праћена вртоглавицом,
- општа слабост и умор,

2. Концентрацију у крви од 30% карактеришу;
- вртоглавица, дезоријентација у простору и времену,
- малаксалост и мишићна слабост.
- поремећај вида

3. Концентрацију у крви од 40-50% карактеришу;
- грчеви у мишићима, конвулзије
- кома,
- поремећај рада срца и дисања,
- отказ можданих функција и смрт.

### Предиспозиција
- Исхемијска болест срца или аритмије (карбоксихемоглобин у концентрацији од 2 до 6% може изазвати ангинозни напад или аритмију)
- Плућне болести било ког облика
- Анемија (нарушен транспорт кисеоника)
- Температура, хипертиреоидизам (условљава повећану потребу за кисеоником)
- Трудноћа (хемоглобин фетуса има већи афинитет за угљен-моноксид. Карбоксихемоглобин фетуса је 40-60% већи него код мајке)
- Повећана вентилација код деце и млађих особа
- Вежбе у слабо проветреном окружењу контаминираном угљен-моноксидом.

## Лечење тровања угљен-моноксидом
1. Прво треба уклонити затрованог из простора загађеног угљен-моноксидом
2. Одмах започети са давањем 100% кисеоника преко маске или применом хипербарична оксигенотерапије (ХБОТ),
Хипербарична оксигенотерапија је примарна терапија у лечењу акутног тровања угљен-моноксидом и зато након тровања што пре треба започети са хипербаричном оксигенотерапијом (ХБОТ) у барокомори на притиску до 3 бар-а у сеансама од 90 минута, првог дана на сваких 6 сати, све до успостављања свести.
(ХБОТ) значајно смањује ризик од будућих неуролошких секвела, у односу на терапију 100% кисеоником на нормалном притиску (због знатно дужег полуживота елиминације СО која износи 80 минута).
Карбоксихемоглобин у количини од 9% може изазвати коморске аритмије и фибрилацију срца. У количини од 15%, угљен-моноксид ствара ризик од настанка можданог удара (инфаркта), а код трудница до поремећаја у организму плода који се кисеоником снабдева из мајчине крви.
За примену (ХБОТ) можда су главни разлози подмукли ефекат СО тровања и развој касних неуропсихијатријских оштећења у периоду од 2-28 дана после тровања и дуготрајно лечење.
Применом ове методе на притиску од 3 бар-а, у атмосфери 100% кисеоника, елиминација СО из организма постиже се за 23 минуте, а удисањем 100% кисеоника на атмосферском притиску за нешто више од 80 мин.
Ови подаци говоре да је (ХБОТ) метода избора за лечење тровања угљен-моноксидом. Зато се сви болесници који су били изложени тровању СО, а у крви имају концентрацију карбоксихемоглобина већу од 25%, без обзира да ли испољавају симптоме тровања СО или не, се морају лечити (ХБОТ) у барокоморама.
Не постоје поуздани знаци на основу којих се може предвидети код којих ће се болесника развити неуроконгнитивне секвеле. Успех лечење тровања СО и многих пропратних патолошких процеса који се дешавају, вероватно зависи од времена почетка лечења. Ако се болесници не лече благовремено, може се десити да хипербарични кисеоник буде неефикасан.-
Критеријуми за лечење тровања СО применом ХБОТ
У хипербаричној медицини примењују се следећи критеријуми за одређивање потенцијалних пацијента за ХБОТ након тровања СО:
- дужина трајања несвесног стања од момента тровања;
- присуство објективних неуролошки дефицита или поремећај менталног статуса;
- исхемијске промене на ЕКГ или бол у грудима код пацијената непосредно након тровања СО,
- труднице са COHgb > 15% (фетални хемоглобин везује СО више (чвршће) од мајчиног хемоглобина);
- понављање симптома тровања у року од три недеље од примарног третмана;
- болесника са COHgb > 25-30%;
- присуство симптома у наизглед мање озбиљним тровањима који се не повлаче после четири сата након удисања 100% О2 преко кисеоничке маске у току прве помоћи.[35][36][37]

3. Остале мере терапије тровања СО обухватају: мере кардиопулмоналне реанимације и симптоматску терапију према потреби.

## Превенција
Потенцијална изложеност угљен-моноксиду у кућним и индустријским условима је велика. Ризик у професионалним условима постоји код возача виљушкара, ливаца, минера, механичара, радника у гаражама, ватрогасаца и других професија. Токсични учинак хроничног излагања угљен-моноксиду, може бити потенциран дуванским димом код пушача цигарета и особа које болују од срчаних и респираторних болести. Пушење је један од честих узрока хроничног тровања угљен-моноксидом. Људи који пуше 20 цигарета дневно у крви имају око 4-7% хемоглобина везаног за угљен-моноксид. Пасивни пушачи (непушачи који бораве у простору са пушачима) изложени су просечној концентрацији угљен-моноксида од око 1,7 mg/m³ ваздуха.
Тровање угљен-моноксидом јавља се често, има тешке последице, укључујући и инфаркт миокарда као непосредни узрок смрти. Стално присуство угљен-моноксида на радном месту или у кућним условима може да смањи радни учинак радника, да погорша ангину пекторис, хроничну опструктивну болест плућа и да погорша или изазове аритмију срца и многе друге касне компликације тровања са секвелама које се често превиде. Зато треба стално повећавати напоре у превенцији и едукацији јавности;
- Рад спроводити у добро проветреним просторима уз обавезну забрану пушења,
- Проверити да ли су отвори за довод ваздуха проходни при коришћењу пећи и димњака у домаћинствима,
- Редовно вршити контролу квалитета ваздуха код централне климатизације,
- На пословима где долази до повећане концентрације СО не запошљавати никотином зависне особе, труднице, особе са хроничним болестима дисајних органа, нервног система и срца.
- Пушење у простору који поседује централну климатизацију строго забранити.
- У ауто-радионицама посебним системима обезбедити одвод издувних гасова ван затвореног простора, уз обавезно проветравање вештачком вентилацијом (минимум 3-5 измене ваздуха на 1 час).
- Аутомобил са покренутим мотором што пре уклонити из гараже.
- При раду у простору затрованом СО обавезно користити заштитна средства.
- На местима где постоји могућност појаве угљен-моноксида, обавезно уградити уређаје за детекцију и сигнализацију присуства угљен-моноксида, (јер се његово присуство не може открити, с обзиром да се ради о безбојном и безмирисном гасу).

## Примена
Од његовог открића угљен-моноксид има и практичну примену у разним областима људских делатности;
Хемијска индустрија
- Користи се за производњу многих супстанци, попут формијата и оксалата. Са водоником лако гради метан, а може да гради и више алкохоле, као и друга органска једињења са до девет угљеникових атома.[13]
- Изоловање никла из његових руда.[13]
- Користи се за добијање фозгена, који се употребљава у индустрији боја.[13]
- Употребљава се као састојак горива, тј. као важан састојак смеша познатих као генераторски и водени гас.[13]

Индустрија меса
У прехрамбеној индустрији угљен-моноксид се користи у заштићеној атмосфери за паковање меса животиња и риба у концентрацији од 0,4% до 0,5%, дајући месу светло црвену боју и свеж изглед, без промене укуса. Угљен-моноксид се у месу везује са миоглобином и формира карбоксимиоглобин, јарко црвени пигмент боје трешње. Карбоксимиоглобин је стабилнији облик од оксимиоглобина, везе кисеоника са миоглобином, који због оксидације у месу ствара пигмент тамнобраон боје. Ова стабилна црвена боја меса може трајати знатно дуже него при класичном начину паковања меса.
И поред чињенице да се у САД и још неким земљама света ова метода користи у паковању меса, сам процес је контроверзан због страха да служи као „маска“ да прикрије кварење меса. Примена овог процес у индустрији меса и рибе је забрањена у многим другим земљама, укључујући Канаду, Јапан, Сингапур и Европску унију.
Медицина
У физиологији човека, угљен-моноксид је природни производ који под дејством хем оксигеназе 1 и 2 на хем форму хемоглобина. У овом процесу ствара се одређена количина карбоксихемоглобина код здравих људи, чак и ако они не удишу никакву концентрацију угљен-моноксида.
Након првог извештаја из 1993. да је угљен-моноксид у нормалним условима неуротрансмитер, као и један од три гаса (друга два су азот оксида и водоник-сулфид) који модулирају инфламаторне одговоре у телу, угљен-моноксид је добио велику пажњу клиничким истраживањима као биолошког регулатора. У многим ткивима за сва три гаса је познато да делују као антиинфламатор, вазодилататори, и стимулатори неоваскуларног раста. Међутим, одговор на ова питања је сложен, као и неоваскуларни раст који није увек од користи, јер може да игра улогу у расту тумора, макуларној дегенерација, болестима у којима је пушење (главни извор угљен-моноксида у крви, неколико пута више него природне производње) што повећава ризик од 4 до 6 пута.
На основу ових открића спроведене су бројне студије са угљен-моноксидом су спроведени у многим лабораторијама широм света о његовим - инфламаторним и цитопротективним својствима. Ове особине имају потенцијал да се користи да се спречи развој низа патолошких стања, укључујући исхемије реперфузионе повреде, одбацивање транспланта, атеросклерозе, тешке сепсе, тешке маларија, или аутоимуне болести. Наводимо неке од клиничких тестова који обећавају, а у истраживањима су укључили могућност примене СО код људи:
- Примена угљен-моноксида у лечењу неких облика можданог удара, је нова метода која се налази у фази истраживања. Доктор С. Доре из Балтимора у својим истраживањима је утврдио да угљен-моноксид смањује тежину оштећења мозга ако се са његовим удисањем започне у прва три часа након можданог удара (резултати су још бољи када се са удисањем CO започне након првог часа после можданог удара).[52][53]
- Ана Памплон и Марија Мота, са Института за молекуларну медицину у Лисабону у својим истраживањима су откриле присуство гена Hmox1, који регулише улаз угљен-моноксида у кардиоваскуларни систем човека и чијом активношћу је могуће спречити појаву инфекције у мозгу. По мишљењу ових португалских научника, примена угљен-моноксида код особа које болују од маларије могла би да их заштити од неуролошких поремећаја.[54]

### Нехумана примена
- У гасним коморама у појединим затворима у свету се користи СО за егзекуцију лица осуђених на смрт[тражи се извор], а и некадашњи владари Античке Грчке и Римског царства такође су користили СО у егзекуцији.[55][56]
- Угљен-моноксид из издувних гасова мотора користили су нацисти током Другог светског рата за масовна убиства логораша.[57]

#### 1.Заштита на радуу средини са
| ВРСТЕ ОПАСНОСТИ (ИЗЛАГАЊЕ) | АКУТНЕ ОПАСНОСТИ (СИМПТОМИ)                                                | УПОЗОРЕЊА | ПРВА ПОМОЋ (ПРОТИВПОЖАРНЕ МЕРЕ) |
| Пожар                      | Екстремно запаљив                                                          | Рад обављати без употребе отвореног пламена, алата који варничи и дима.                                                                                      | Угасити ватру ако је могуће, без ризика за околину, (у супротном нека ватра гори) - гашење вршити угљен-диоксидом, водом у спреју, прахом |
| Експлозија                 | Гас/у ваздуху су експлозивне смеше                                         | Рад се обавља уз употребу затворених система, вентилације, електро опреме и расвете која је заштићена од варничења, -норматив, са заштитним уземљењем.       | У случају пожара: применити прскање хладном водом. Гашење ватре вршити из склоништа или заклона.                                          |
| Утицај                     | _                                                                          | Жене у другом стању требало би да избегавају излагање! | У свим случајевима посаветовати се са лекаром                                                                                             |
| Инхалација                 | Дезоријентација. Вртоглавица. Главобоља. Мучнина. Губитак свести. Слабост. | Рад обављати уз стално проветравање, локално издувавање ваздуха, или рад уз употребу заштитних средстава за дисање (респиратора са ваздухом или кисеоником). | Затрованог изнети на свеж ваздух, применити вештачко дисање (ако је то неопходно). Затражити лекарску помоћ.                              |

#### Самоубиство
Како се отрови цијанид и арсен, који су се раније често користили у самоубиствима, данас налазе под све строжим законским рестрикцијама, њихово место заузео је гас, са својим високим нивоом токсичности — угљен-моноксид, лако доступан сваком самоубици.
Он је постао чест начин самоубистава тровањем. Самоубиства су углавном извршавана удисањем издувних пара укључених мотора аутомобила, у затвореном простору, као што су гараже.
У прошлости, аутомобили су у издувним гасовима имали концентрацију до 25% угљен-моноксида. Новији аутомобили имају каталитички конвертер, што може елиминисати више од 99% угљен-моноксида у издувним гасовима. Међутим, чак и аутомобили са каталитичким конвертором могу произвести значајну количину угљен-моноксида ако су у затвореном простору.
То је условило и појаву нових начина тровања угљен-моноксидом, као што су сагоревање угља или других фосилних горива унутар затвореног простора као што су; мале собе, шатори, подруми и сл. Такви инциденти су чести код колективних самоубистава у Јапану, Хонгконгу и Тајвану .

#### 3. Утицај угљен-моноксида на безбедност летења
Пилоти обично имају бојазан од угљен-моноксида који у кабину авиона може процурити због неисправности пригушивача издувних система, или цурења грејача у кабини авиона, или у току ракетирања из авионског наоружања. При томе заборављају да СО може потицати и од дима цигарета код пушења у току летења
Један од најчешћих извора тровања угљен-моноксидом у авиону је дувански дим. Угљен-моноксид чини око 3% дима цигарета и од 5% до 8% код пушења цигара. Једна кутија дневно попушених цигарета код пушача доводи до засићења његове крви угљен-моноксидом у концентрацији од 4% до 8%. На земљи пилот може да буде спокојан са овом концентрацијом угљен-моноксида у крви, али у току летења слика се мења.
Са порастом висине смањује се парцијални притисак кисеоника у удахнутом ваздуху, што доводи до смањења засићења хемоглобина у еритроцитима, коју прати несташица кисеоника на нивоу ткива и ћелија и развој поремећаја познатог под називом — хипоксија. Како је због присуства угљен-моноксида у крви већ присутан известан ниво лишавања организма кисеоника, хипоксија се са порастом висине знатно раније јавља код пилота пушача него непушача.
Угљен-моноксид код пилота, на висини, смањује осетљивост ока и отежава ноћни вид за око 20%. Никотин повећава и производњу топлоте тела, што увећава потребу организма за кисеоником за 10% до 15% изнад нормале. Иронично, али је истинито да цигарета која повећава потражњу за кисеоником истовремено смањује и снабдевање организма кисеоником.
Бројна истраживања лекара ваздухопловне медицине показала су да угљен-моноксида из дуванског дима смањује доњу толеранцију пилота на висину на чак 5.000 до 6.000 метара. Другим речима, медицински гледано, пилоти који пуше већ су „на висини“, пре него што напусте земљу (око 1.500 метара). Пилот пушач, мораћете да користите кисеонички систем раније него непушач током успона. Ако се пилот разврста у групу умереног до тешког пушача, имаће потребу за кисеоником на свим висинама у току ноћног летење. У току дневног летења пилот ће се осећати безбедније, али потребу за кисеоником имаће већ испод 5.000 метара.
Било која концентрације, угљен-моноксида, ако се он појави у унутрашњости кабине авиона, било да потиче од удисања издувних гасова или дима цигарета је смртоносна за пилота.